# دیوان‌سالاری آل بویه
دیوان‌سالاری آل بویه یک نظام اداری منسجم، پیچیده و کارآمد بود که با استفاده از وزیران توانمند و دیوان‌های تخصصی، به ادارهٔ امور قلمرو وسیع آل بویه می‌پرداخت و تأثیر قابل توجهی بر نظام‌های اداری بعدی در ایران گذاشت.
حکومت آل بویه یکی از پنج حکومت ایرانی نیمه مستقل در ایران بود که به سلطه گری عرب‌ها در محدوده خود پایان دادند. دیوان سالاری و قدمت آن در ایران به دوران قدیم بر می‌گردد. در مورد دیوان‌هایی که در زمان حکومت آل بویه وجود داشته است منابع مختلف، تعداد متفاوتی بیان کرده‌اند. مهم‌ترین رکن دیوانسالاری آل بویه دیوان وزارت است چون که بعد از شاه، اولین شخص حکومت وزیر بود که وظیفه کارهای دیوانی و حکومتی را او انجام می‌داد. یکی از دلایل ایجاد این دیوان، آگاهی بر دانش فارسی و ادبیات آن بود تا بتوانند در برابر بغداد مسلط تر باشند. دیوان عرض فرماندهی و ساماندهی امور سپاه مثل رسیدگی به وضعیت آذوقه و برطرف کردن نیازهای سربازان، پرداخت کردن مقرری، تهیهٔ اسلحه، ثبت نام سربازان و ثبت ملیت آنها را بر عهده داشت. دیوان خراج؛ این دیوان وظیفه داشت گزارش کارمندان را ثبت کند. همچنین وظیفه داشت خراج، قرض‌ها و وام‌ها را حساب کرده و مقدار آن را مکتوب کند. دیوان سواد، قسمتی از دیوان خراج بود که مسئولیت رسیدگی به کارهای اداری و مالیاتی روستاهای میان فرات و دجله بود.

## معرفی آل بویه
خاندان ایرانی نژاد و شیعه مذهب آل بویه از اهالی دیلم و پسر ابوشجاع ماهیگیر بودند. حکومت آل بویه یکی از پنج حکومت ایرانی نیمه مستقل در ایران بود که به سلطه گری عرب‌ها در محدوده خود پایان دادند. اما حتی با پایان دادن به قدرت اعراب همچنان برای مشروعیت بخشیدن به قدرت خود باید از خلیفه در بغداد اجازه و مشروعیت کسب می‌کردند. اطرافیان آن‌ها برای اینکه مشروعیت این خاندان و قدرتشان را حفظ کنند، نیای آن‌ها را به بهرام چوبین یا یزدگرد سوم ساسانی منسوب می‌کنند.

## دیوان سالاری آل بویه
اوج قدرت خاندان بویه در زمان عضدالدوله بود. به نظر می‌آید که آل بویه خود خالق تشکیلات اداری نبودند و فقط اداره و کنترل دستگاه حکومتی و اداری بغداد را به دست گرفتند.

## شکل‌گیری و توسعه دیوان سالاری در زمان آل بویه

### ریشه‌های دیوان سالاری در ایران قبل از اسلام و تأثیر آن بر دیوان سالاری آل بویه
دیوان سالاری و قدمت آن در ایران به دوران قدیم بر می‌گردد به حالتی بوده است که اسامی مکان‌های دولتی در ایران باستان «دیوان» نام داشته است. از دوره باستان می‌توان به امپراتوری هخامنشی اشاره کرد که به چشم و گوش شاه معروف بودند. اقداماتی که خسرو اول ساسانی انجام داد الگوی مناسبی برای حکومت و پادشاهان بعدی بود. تقسیمات اداری دوره ساسانیان زمینه ای برای پیشرفت حکومت‌های مسلمانی بود که با دیوان سالاری و اداره قلمروهای پهناور آشنایی نداشتند.

## ساختار دیوان سالاری

### بخش‌های اصلی دیوان
در مورد دیوان‌هایی که در زمان حکومت آل بویه وجود داشته است منابع مختلف، تعداد متفاوتی بیان کرده‌اند. درکتاب تجارب الامم، اسامی دیوان‌ها به شرح زیر است: دیوان سواد، دیوان هزینه، دیوان سپاه، دیوان فارسی و دیوان خاص. در مقاله ایاز کتاب الوزرانام برده است که در ان دیوان‌ها به این ترتیب ذکر شده است: دیوان النفقات، دیوان الاعطا، دیوان الخاصه، دیوان السواد، دیوان المشرق، دیوان الضیاع، دیوان التوقیع، دیوان المغرب، دیوان الجیش، دیوان الخراج، دیوان بیت المال، دیوان المستحدثه، دیوان الدار، دیوان الانشا، دیوان البرید و الخرائط، دیوان زمام الخراج و الضیاع السلطانیه، دیوان الاشراف، دیوان المقبوضات، دیوان المصادرین، دیوان الدار الکبیر. در منابعی که وجود دارد اعدادی که برای دیوان‌ها ذکر شده متفاوت است؛ در کتاب «الوزرا» نام بیست دیوان بیان شده است. همچنین در کتاب تجارب الامم اسامی دیوان‌های سواد، سپاه، هزینه، فارسی و خاص نام برده است که نام سه دیوان هزینه، فارسی و سپاه در هیچ‌یک از کتاب‌های دیگر نیامده است. با تطبیق منابع نتیجه‌گیری می‌شود که «دیوان هزینه، فارسی و سپاه» از قبل وجود نداشته است و از دستاوردهای آل بویه بوده است.

## دیوان‌ها

### دیوان وزارت
مهم‌ترین رکن دیوانسالاری آل بویه دیوان وزارت است چون که بعد از شاه، اولین شخص حکومت وزیر بود که وظیفه کارهای دیوانی و حکومتی را او انجام می‌داد. شاه به نظرات و دیدگاه‌های وزیر خودش گوش فرا می‌داد و از نصیحت‌های حکومتی استفاده می‌کرد. در دوران تسلط آل بویه بر بغداد، امور سیاسی آن‌ها به کمک دبیران و وزیرانشان انجام می‌گرفت. از ویژگی‌هایی که وزیر باید دارا می‌بود می‌توان به صداقت، شجاعت، سیاست و عدالت اشاره کرد. از جمله تفاوت‌های آل بویه با بقیه در این بود که در این دیوان دو وزیر به‌طور همزمان فعالیت می‌کردند و هر کدام بخشی از امور را در دست داشتند. یکی از دلایلی باعث برهم خوردن صلح در میان دو وزیر می‌شد، مذهب آنان بود که می‌توانست سر منشأ اختلافات باشد. یکی از دلایلی که در ضعف دیوان وزارت آل بویه نقش مهمی داشت، نبودن معیارهای نخستین که در انتخاب وزیر لحاظ می‌شد و معیارهایی مثل وعده‌های وزرا دربارهٔ فروش ان منصب، تمایلات فردی که جای آنان را گرفت.

### دیوان فارسی
یکی از دلایل ایجاد این دیوان، آگاهی بر دانش فارسی و ادبیات آن بود تا بتوانند در برابر بغداد مسلط تر باشند. در مقاله ای بیان شده است که با توجه به مطالبی که ابن مسکویه می‌گوید می‌توان نتیجه گرفت که رئیس این دیوان با دیوان‌های دیگر رابطه تنگاتنگی داشته و دارای قدرت زیادی داشته است.
این دیوان در انتخاب وزیر وزارت نقش داشته است اما بعدها به دلیل رشوه و دسیسه‌هایی که ایجاد شد، دیوان فارسی هم دچار فساد و آلودگی شد. این عوامل باعث شد که مقام و اعتبار این دیوان از بین برود و علاوه بر آن به نابودی این دیوان هم منجر شد.

### دیوان عرض (جیش)
به رئیس این دیوان عارض می‌گفتند. بعد از مقام وزیر مهم‌ترین مقام را داشت. فرماندهی و ساماندهی امور سپاه مثل رسیدگی به وضعیت آذوقه و برطرف کردن نیازهای سربازان، پرداخت کردن مقرری، تهیهٔ اسلحه، ثبت نام سربازان و ثبت ملیت آنها را بر عهده داشت.
حتی این دیوان هم از تعارضات دور نماند و درگیری و تنش در میان آن به وجود آمد و معضلات درونی حتی به سپاه آل بویه هم نفوذ کرد. از جمله دلایلی که شدت اعتراض سربازان را افزایش می‌داد، کمبودهای مالی و پرداخت نکردن حقوق سربازان بود. در زمان عمیدالجیوش، او برای حل این مشکل «دیوان اشراف» را بنیان گذاشت. رقابت فرماندهان در سلسله مراتب مختلف هم از جمله دیگر دلایل بود. با به وجود آمدن این تعارض‌ها کارکرد سپاه تضعیف شد و به اندازه ای رسید که توانایی رویارویی با دشمنان داخلی را هم نداشت.

### دیوان خراج
این دیوان که نام دیگر آن «دیوان استیفا» بود و توسط شخصی به نام مستوفی اداره می‌شد. این دیوان وظیفه داشت گزارش کارمندان را ثبت کند. همچنین وظیفه داشت خراج، قرض‌ها و وام‌ها را حساب کرده و مقدار آن را مکتوب کند. رسیدگی به اوضاع خزانه و هرچیزی که به آن وارد یا خارج می‌شد را باید حساب می‌کرد. جمع‌آوری مالیات نیز از جمله وظایف او بود. از تفاوت‌های دیوان خراج در زمان خلفای عباسی و آل بویه در این بود که عباسیان دیوان خراج را به چند مرکز تقسیم کردند و هر مرکز امور مربوط به خود را به‌طور مستقل انجام می‌داد اما در زمان آل بویه چون بعضی از دیوان‌ها از حکمرانی مرکزی دور بودند هیچ خراجی به خزانه مرکزی پرداخت نمی‌کردند و صوری فقط به حکومت متصل بودند. وزیران آل بویه تلاش زیادی برای برپایی دوباره این دیوان کردند. در اواخر دوره آل بویه، با دادن زمین به نظامیان، دیوان‌ها ضعیف تر از قبل شدند که بیشترین آسیب به دیوان خراج وارد شد.

### دیوان سواد
دیوان سواد، قسمتی از دیوان خراج بود که مسئولیت رسیدگی به کارهای اداری و مالیاتی روستاهای میان فرات و دجله بود. این دیوان بسیار مهم بود و نقش مهمی در اقتصاد آل بویه بازی می‌کرد به همین علت بیشتر کارگزاران برای به‌دست آوردن این دیوان با همدیگر رقابت می‌کردند.